# Doingt

Doingt este o comună în departamentul Somme, Franța. În 1 ianuarie 2022 avea o populație de 1.394 de locuitori.
Complet distrus în timpul Primului Război Mondial. Un cimitir al Commonwealth-ului este chiar în afara orașului.